# در اشکفت
در اشکفت مربوط به دوران پیش از تاریخ ایران باستان - هزاره سوم و ۲ قبل از میلاد است و در شهرستان فارسان، بخش مرکزی، ۱/۵ کیلومتری شمال غرب شهر جونقان واقع شده و این اثر در تاریخ ۲۷ اسفند ۱۳۸۷ با شمارهٔ ثبت ۲۶۵۴۴ به‌عنوان یکی از آثار ملی ایران به ثبت رسیده است.